# گیلبرتاون (آلاباما)
گیلبرتاون (به انگلیسی: Gilbertown) شهری در شهرستان چوکتا ایالت آلاباما است که مساحت آن ۲٫۰۲ کیلومتر مربع است و در سرشماری سال ۲۰۱۰ میلادی، ۲۱۵ نفر جمعیت داشته و تراکم جمعیتی آن، ۱۰۶٫۴۴ نفر در هر کیلومتر مربع بوده است.